# Pralungo
Pralungo là một đô thị ở tỉnh Biella vùng Piedmont của nước Ý, có vị trí cách khoảng 60 km về phía đông bắc của of Torino và khoảng 11 km về phía đông nam của of Biella. Tại thời điểm ngày 31 tháng 12 năm 2004, đô thị này có dân số 2.734 người và diện tích là 7,2 km².
Đô thị Pralungo có các frazioni (đơn vị cấp dưới, chủ yếu là làng) Valle and Sant'Eurosia.
Pralungo giáp các đô thị: Biella, Sagliano Micca, Tollegno.